# نهائي كأس تركيا 2005
نهائي كأس تركيا 2005 هي المباراة النهائية من منافسة كأس تركيا 2004–05، أقيمت المباراة في 2005، في ملعب أتاتورك الأولمبي، بين فريقي غلطة سراي، ونادي فنربخشة، وفاز فيها غلطة سراي، بعد أن هزم نادي فنربخشة، بنتيجة 5 - 1، وحضر المباراة 17061  شخصاً.

## تفاصيل المباراة
لعبت المباراة النهائية في 2005.
| غلطة سراي | 5 -1 | نادي فنربخشة |
| --------- | ---- | ------------ |
|           |      |              |